# Salzburgarena
La Salzburgarena è una sala polifunzionale situata a Liefering, un quartiere di Salisburgo, in Austria. Ospita concerti ed eventi sportivi e può ospitare fino a 6.700 persone. La struttura è stata inaugurata con un concerto della Filarmonica di Vienna, diretta da Nikolaus Harnoncourt, il 7 dicembre 2003.
La Salzburgarena possiede la più grande cupola in legno dell'Austria occidentale ed è direttamente collegata al Messezentrum Salzburg tramite un accesso interno. Pertanto, è possibile combinare queste due sedi per ospitare una manifestazione. Ogni anno circa 65 eventi che si svolgono alla Salzburgarena attirano più di 100.000 visitatori.

## Descrizione

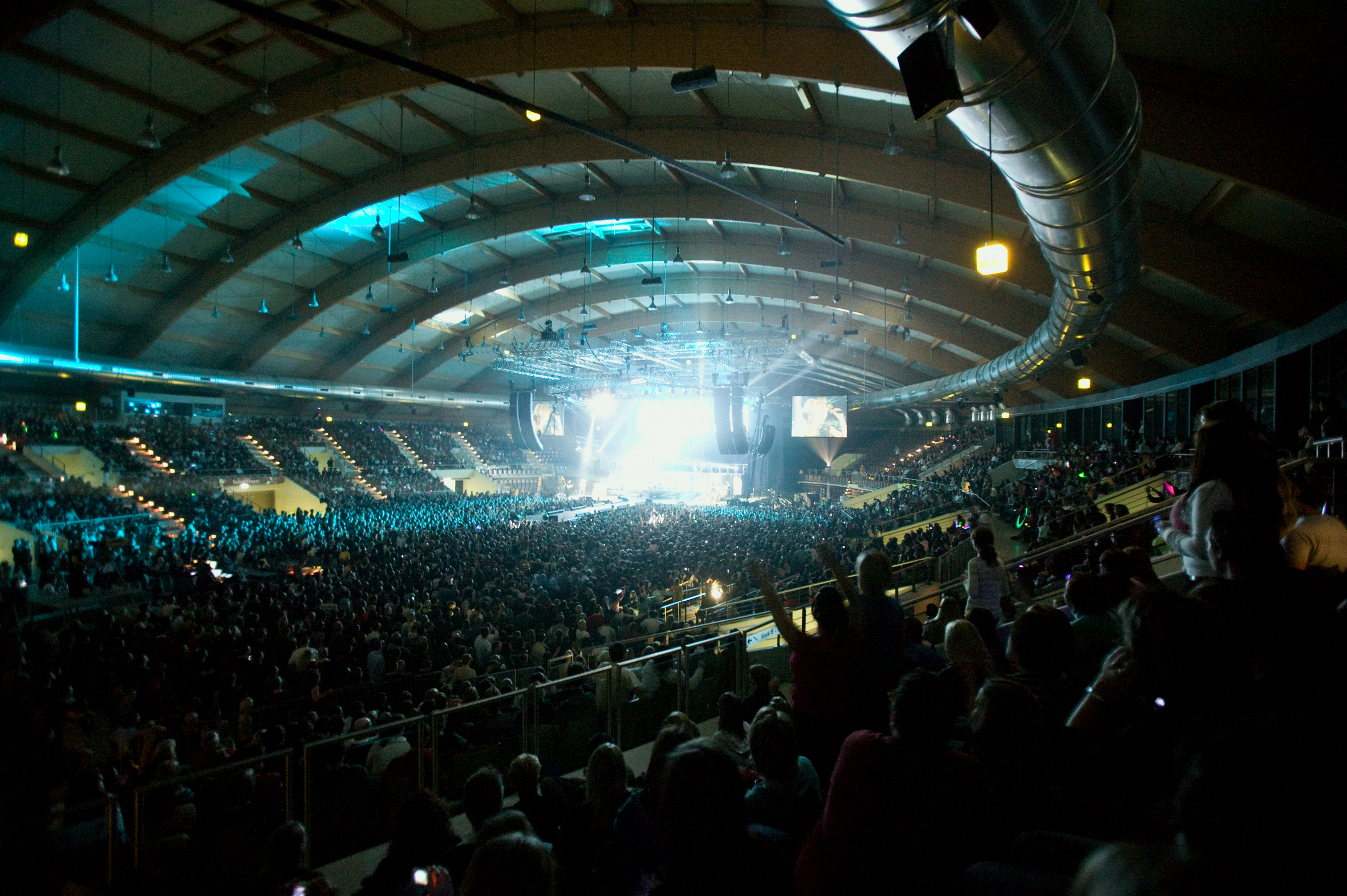
Interno della Salzburgarena durante un concerto.

- Capacità variabile fino a 6.700 posti a sedere
- Lunghezza totale della Salzburgarena: 118,16 m
- Larghezza totale senza estensione: 89,38 m
- Larghezza totale con estensione: 103,34 m
- Superficie lorda: 21.068,05 m2
- Capacità lorda: 179.399,11 m3

La Salzburgarena è una Blackbox (privo di luce naturale) e priva di pilastri.

## Traffico
La Salzburgarena è raggiungibile con l'autobus n. 1 dalla stazione centrale e dal centro città. L'autobus passa ogni 10 minuti e si ferma direttamente davanti alla stazione principale.